# Дитяча енциклопедія

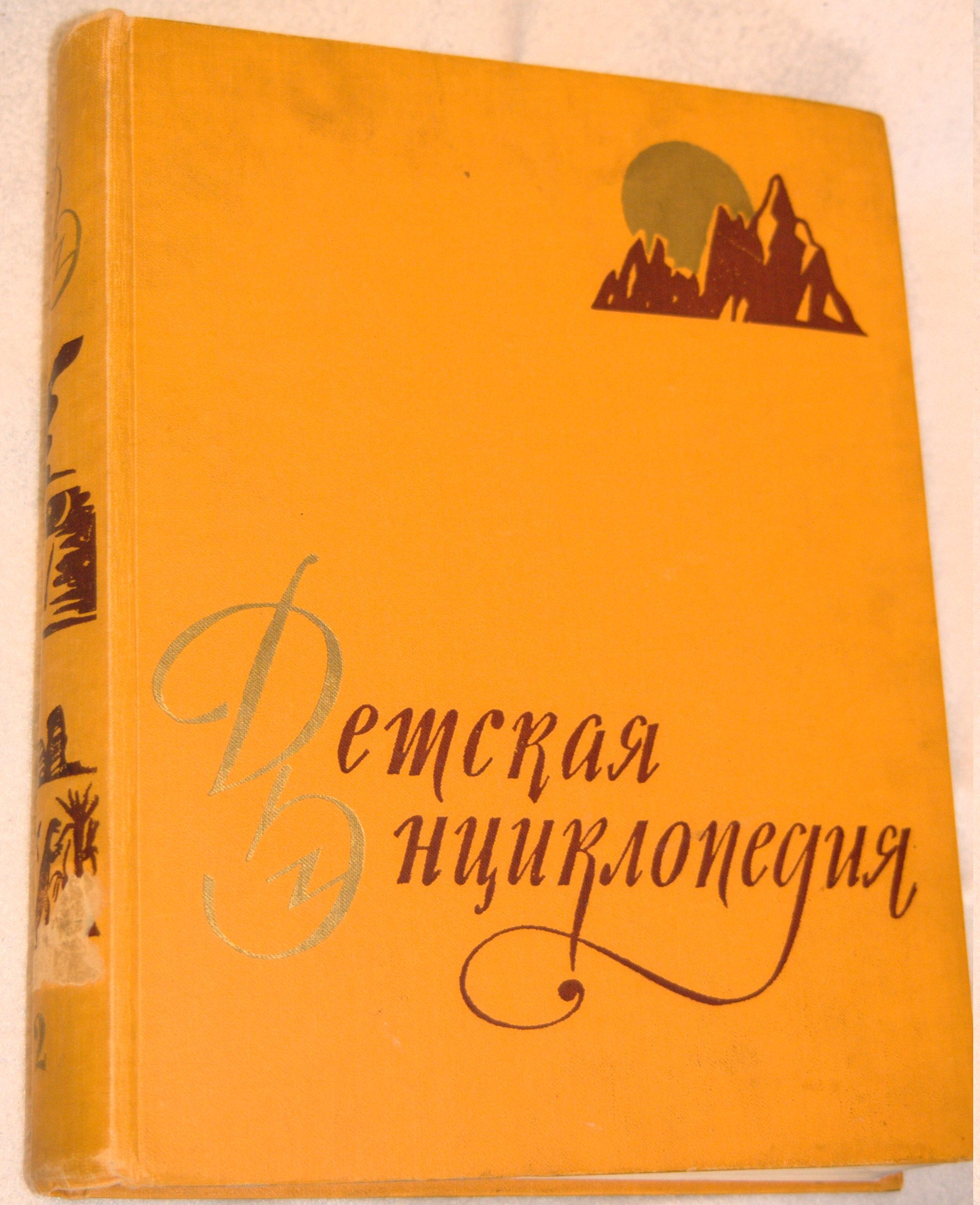
Другий том, 1959

«Ди́тяча енциклопе́дія» (рос. Детская энциклопедия) — універсальна багатотомна, російськомовна енциклопедія, призначена для дітей. Випускалася видавництвом  «Педагогіка», витримала декілька перевидань. Енциклопедія компонувалася за тематичним принципом, кожен том був присвячений одній або двом темам. Мала також перекладне видання українською мовою, яке виходило у видавництві «Радянська школа».

## Перше видання

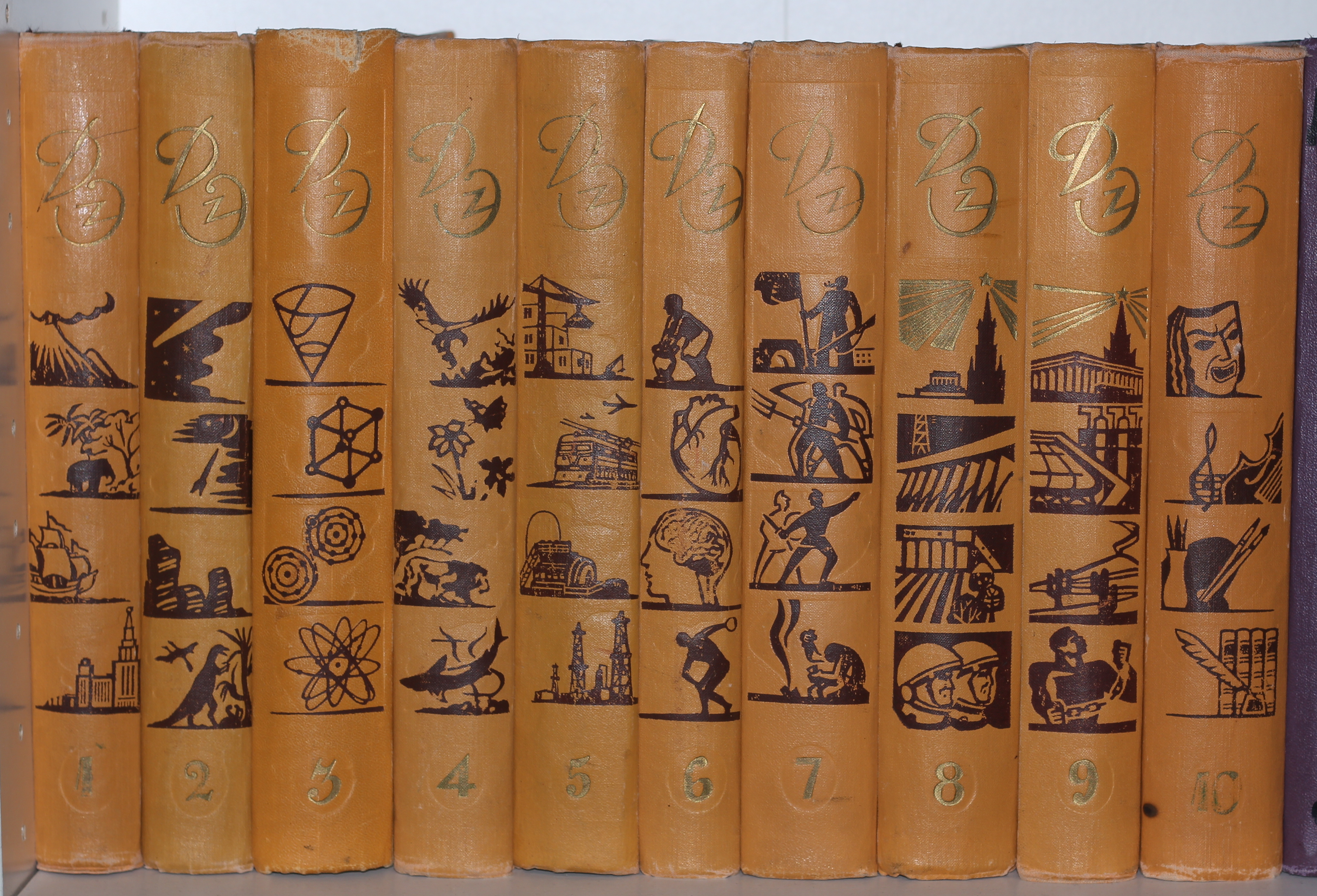
Дитяча енциклопедія, 1-е видання

Дитяча енциклопедія для середнього та старшого віку. Ред. Благий Д. Д., Варсаноф'єва В. А. та ін. У 10 томах. 6000 c. 1958–1962 рр. 300 тис. прим. М.: Вид-во Академії педагогічних наук РРФСР.
1. «Земля» («Земля»). 1958 (онлайн-версія українського видання)
2. «Земна кора і надра Землі. Світ небесних тіл» («Земная кора и недра Земли. Мир небесных тел»). 1959 (онлайн-версія українського видання)
3. «Числа і фігури. Речовина і енергія» («Числа и фигуры. Вещество и энергия»). 1959
4. «Рослини і тварини» («Растения и животные»). 1960 (онлайн-версія українського видання)
5. «Техніка» («Техника»). 1960 (онлайн-версія українського видання)
6. «Людина» («Человек»). 1960 (онлайн-версія українського видання)
7. «З історії людського суспільства» («Из истории человеческого общества»). 1961
8. «Наша радянська Батьківщина» («Наша советская Родина»). 1962
9. «Зарубіжні країни» («Зарубежные страны»). 1962
10. «Література і мистецтво» («Литература и искусство»). 1961

## Друге видання

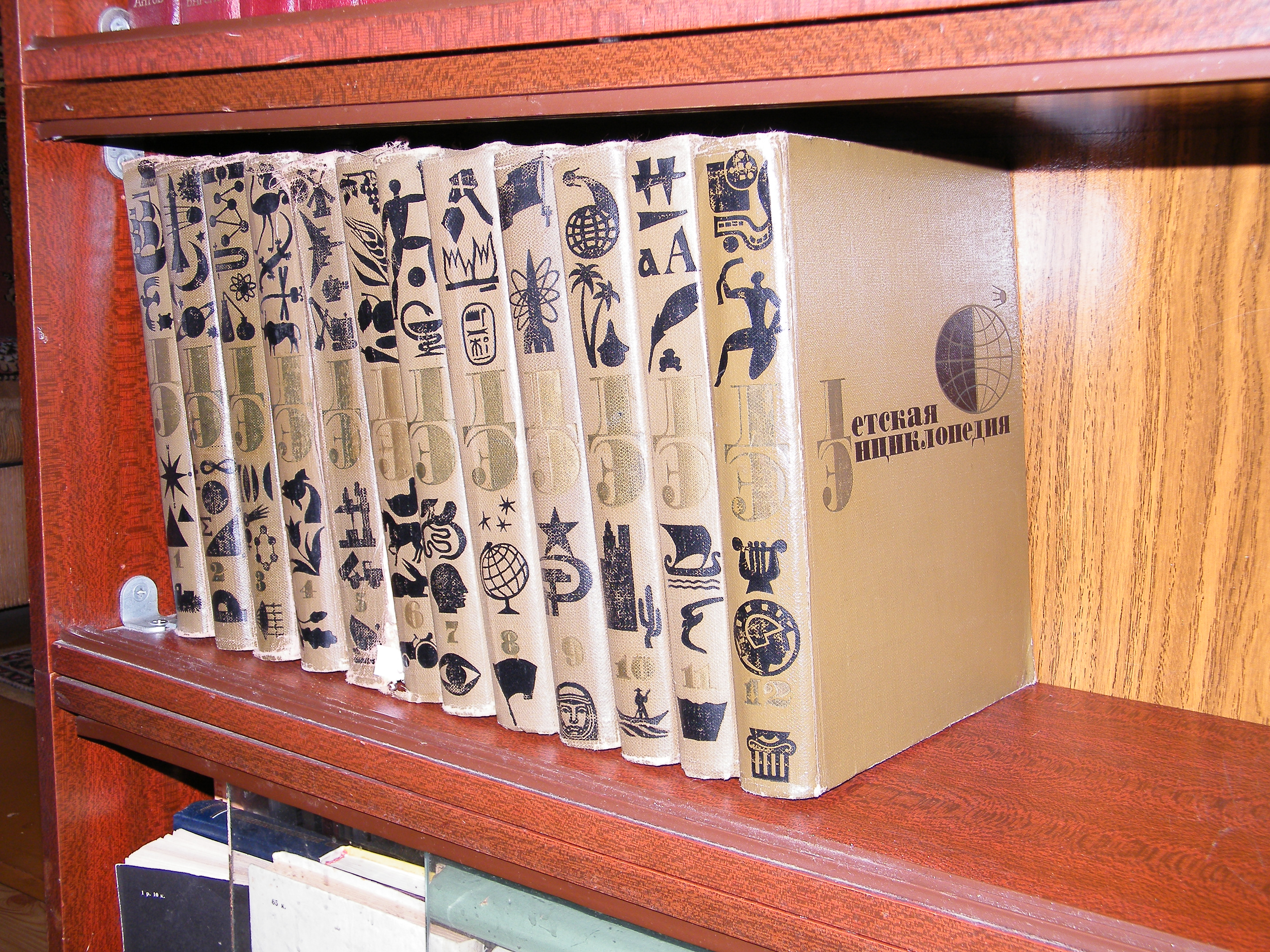
Дитяча енциклопедія, 2-е видання

Вийшло у 1964–1969 роках у дванадцяти томах. Видавництво «Просвещение».
1. «Земля» («Земля»). 1965
2. «Світ небесних тіл. Числа і фігури» («Числа и фигуры. Мир небесных тел»). 1964
3. «Речовина і енергія» («Вещество и энергия»). 1966
4. «Рослини і тварини» («Растения и животные»). 1965
5. «Техніка і виробництво» («Техника и производство»). 1965
6. «Сільське господарство» («Сельское хозяйство»). 1967
7. «Людина» («Человек»). 1966
8. «З історії людського суспільства» («Из истории человеческого общества»). 1967
9. «Наша радянська Батьківщина» («Наша советская Родина»). 1969
10. «Зарубіжні країни» («Зарубежные страны»). 1968
11. «Мова. Художня література» («Язык. Художественная литература»). 1968
12. «Мистецтво» («Искусство»). 1968

## Третє видання

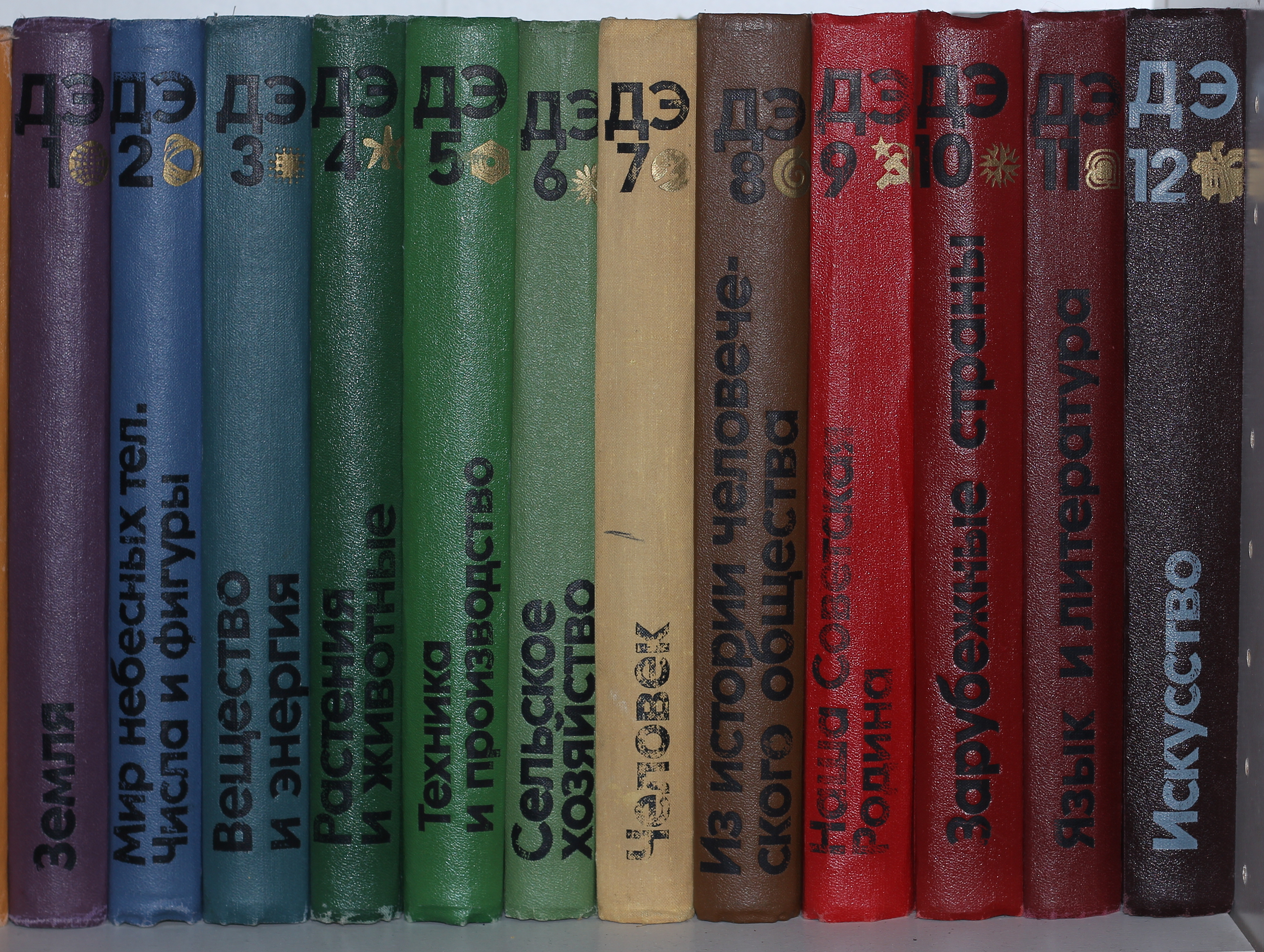
Дитяча енциклопедія, 3-е видання

Третє видання вийшло в 1971–1978 роках. Головний редактор  — Олексій Іванович Маркушевич. Видання складалося з дванадцяти томів:
1. «Земля» («Земля»). 1971
2. «Світ небесних тіл. Числа і фігури» («Числа и фигуры. Мир небесных тел»). 1972
3. «Речовина і енергія» («Вещество и энергия»). 1973
4. «Рослини і тварини» («Растения и животные»). 1973
5. «Техніка і виробництво» («Техника и производство»). 1974
6. «Сільське господарство» («Сельское хозяйство»). 1974
7. «Людина» («Человек»). 1975
8. «З історії людського суспільства» («Из истории человеческого общества»). 1975
9. «Наша радянська Батьківщина» («Наша советская Родина»). 1978
10. «Зарубіжні країни» («Зарубежные страны»). 1977
11. «Мова і література» («Язык и литература»). 1976
12. «Мистецтво» («Искусство»). 1977